# Seulo
Seulo (en sardo: Seùlu) es un municipio de Italia de 1.023 habitantes en la provincia de Cerdeña del Sur, región de Cerdeña. Está situado a 70 km al norte de Cagliari. Sus casi 800 metros sobre el nivel del mar hacen de este territorio el más elevado de la provincia de Cagliari.
La actividad económica principal es la ganadería. En el territorio se pueden encontrar diversas cuevas y fuentes naturales de agua de buena calidad. 
Seulo es un país rico en tradiciones, lleno de memorias y de paisajes aún inexplorados. Es parte de la Comunidad Montañosa de Sarcidano- Barbagia Seulo y el Consorcio de Lagos.

## Lugares de interés
- Iglesia del Santi Cosma e Damiano.
- Iglesia parroquial de la Vergine Immacolata.

## Evolución demográfica
| Gráfica de evolución demográfica de Seulo entre 1861 y 2001 |
|                                                             |
| Fuente ISTAT - Elaboración gráfica de Wikipedia             |